# アレクサンドル・ザハルチェンコ
アレクサンドル・ウラジーミロヴィチ・ザハルチェンコ（ロシア語: Алекса́ндр Влади́мирович Заха́рченко、ウクライナ語: Олекса́ндр Володи́мирович Заха́рченко、英語:Alexander Vladimirovich Zakharchenko:1976年6月26日 - 2018年8月31日）は、分離主義者の指導者で、2014年5月11日にウクライナからの独立を宣言した自称国家の反政府グループ「ドネツク人民共和国」（DPR）の元首長（元首格）、元閣僚評議会議長（首相格）。ザハルチェンコは、前任者のアレクサンドル・ボロダイの辞任後、2014年8月に首相に任命され、同年11月2日の首長選挙で勝利した。
2018年に訪れたカフェに仕掛けられていた爆弾の爆発に巻き込まれ死亡した。

## 初期と私生活
ザハルチェンコは1976年6月26日にウクライナSSRのドネツクで生まれた。工科大学を卒業し、鉱山電気技師として働いた後、鉱業でビジネスを始め、内務省の法科協会でも勉強したもののアルコール依存症で中退している。ザハルチェンコには妻ナタリアと4人の息子がいる。アレクサンドル・ティモフェエフの子供たちの名付け親である。

## 政治キャリア
ビジネスマンとしての活動の傍ら地域党の活動にも関わり、2010年にはハリコフに設立された親ロシア派民兵組織オプロート（表面上は格闘技団体の体裁だった。）のドネツク支部長に就任した。
2014年4月16日にオプロートのメンバー20人を率いて、こん棒・ライフル・自動火器で武装しドネツク市議会の事務局を占拠。ドネツクの状況に関する住民投票を要求した。5月16日には「ドネツクの軍司令官」に任命され、それ以来ウクライナの中央政府に対する反乱で主導的な役割を果たした。2014年7月22日、彼はコジェブニャでのウクライナ政府軍との戦いで腕を負傷した。2014年8月下旬、ドネツク防衛省はザハルチェンコの少将への昇進を発表した。
ザハルチェンコは2014年8月7日にアレクサンドル・ボロダイの後を継ぎ首相に就任し  、その後、ボロダイはドネツク副首相の座に就いた。ボロダイによると、ロシア政府の「蜂起が草の根現象であることを西側に見せようとする」努力のためにドンバス出身のザハルチェンコが彼の後を継いだという 。ボロダイはまた、ザハルチェンコを個人的に首相に推薦したと主張している。

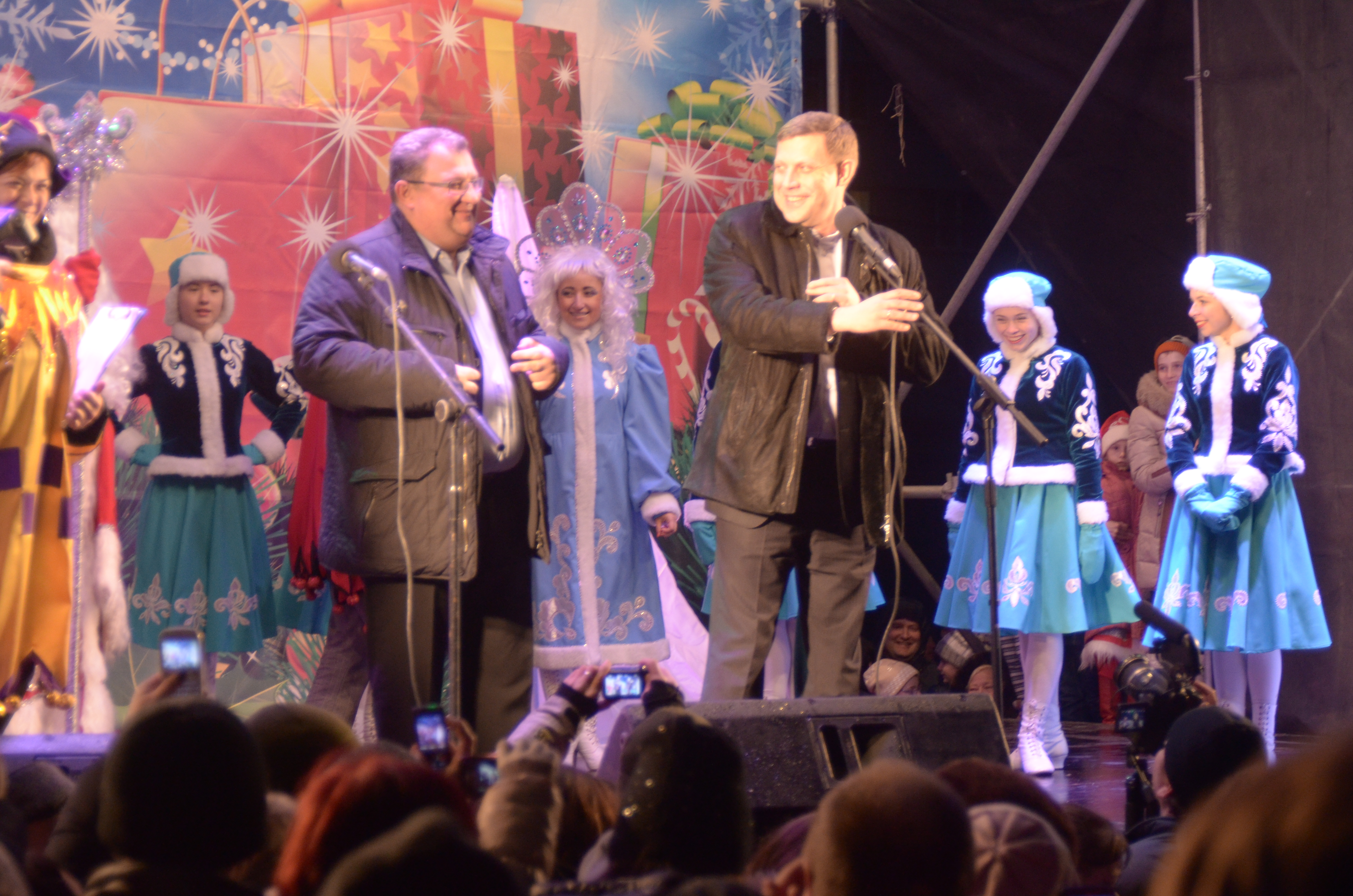
ドネツクで新年のツリーの飾りつけ（2014年12月）

2014年9月、ザハルチェンコは、 ドンバス戦争の平和協定に合意したミンスク議定書のドネツクの主任交渉者だった。
2014年のドネツク首長選挙でザハルチェンコは78.93%の票を得て当選した。選挙の翌日にオプロート組織のトップ、エフゲニー・ジリンはロシアのテレビ局Dozhdのインタビューに答えており、彼はザハルチェンコがオプロートのドネツク支部長に任命された経緯とドネツクのリーダーとしての彼の立候補がモスクワから奨励された経緯について語った。
2015年2月、ザハルチェンコはドネツク首長としてミンスク2平和協定に同意し、これを「ルガンスクおよびドネツク人民共和国の大きな勝利」と呼んだ。ミンスク合意に署名した後、ザハルチェンコはウクライナ当局が協定の条件に違反して国境から撤退しなかった場合、またはドネツクの捕虜を釈放しなかった場合はハリコフを奪い、デバルツェボのウクライナの大隊を破壊すると述べた。さらに、ザハルチェンコはデバルツェボ地域内の停戦に固執するつもりはないと述べた。彼はその後、デバルツェボの戦いの終盤の2015年2月17日に脚を負傷した。2016年1月、彼は2014年7月のコジェフニアの村をめぐる戦いを「私にとっての一里塚」と表現し、それが「我々の最初の攻撃だった。残念なことに、我々は戦いの過程でこの村を事実上破壊した。家々を焼き払うことによって、我々は自分達の命と我々の人民の命を救った」と語った。

### 政治的立場
議会選挙キャンペーン中に、ザハルチェンコは潜在的投票者に対し年金が「ポーランドよりも高い」ことを望んでいると語った。ザハルチェンコはドネツクは非常に豊かであるためこれは実現可能であるとし、「アラブ首長国連邦のように（ドネツク人）は石炭、冶金、天然ガスを有しており...(中略)、（彼らと）首長国の違いは、彼らは（首長国で）戦争をしていない（ドネツクはしている）ことだ」と述べた。ザハルチェンコは普通で、良き正しい国家を建設することを約束した。
ザハルチェンコはいくつかの同性愛嫌悪の発言をしている。たとえば、彼は次のように述べている。「この世代は民主主義で育ちつつあり、それは家族が二人の父親や二人の母親を持てることを意味する。私には、これはまったく受け入れられない」。
ザハルチェンコは死刑を支持していた。
2016年後半のツァールグラードTVでのザハール・プリレピンとのインタビューで、英国は征服されなければならず、それが「ロシアの黄金時代」の到来を告げるだろうと語った。国民ボルシェビキ党の政治活動家であるロシアの作家プリレピンは、ザハルチェンコはウクライナで最も人気のある政治家トップ5の一人であり、ウクライナ大統領に選ばれ得ると述べた。2016年、プリレピンはアレクサンドル・ザハルチェンコが主役の本を出版した。

## 人権侵害
ドンバスでの戦争中、ドネツク人民共和国では強制失踪の事例が多数存在する。ザハルチェンコは軍が毎日最大5人の「ウクライナの破壊分子」を拘束していると述べた。2014年12月11日までに約632人が分離主義勢力によって違法に拘束されていると推定されている。フリーランスのジャーナリスト、 スタニスラフ・アシエフは2017年6月2日に拉致された。 当初、ドネツク政府は彼の所在を知らないと否定したが、7月16日にドネツク国家安全保障省のエージェントは、アシエフが拘留中であり、彼にスパイ容疑がかけられていることを認めた。 独立メディアはドネツクが統治する領域から発信することが許可されていない。アムネスティは、ザハルチェンコがアシエフを解放することを要求しているが、2018年7月時点で彼はまだ拘留中であり、ハンガーストライキを開始していた。

## 死亡
ザハルチェンコは、2018年8月31日にドネツクのプーシキン大通りにあるカフェ「セパル」(Separ)で起きた爆弾による爆発で死亡した。速報によると、ドネツクの財務大臣アレクサンドル・ティモフェエフも爆発で負傷した。

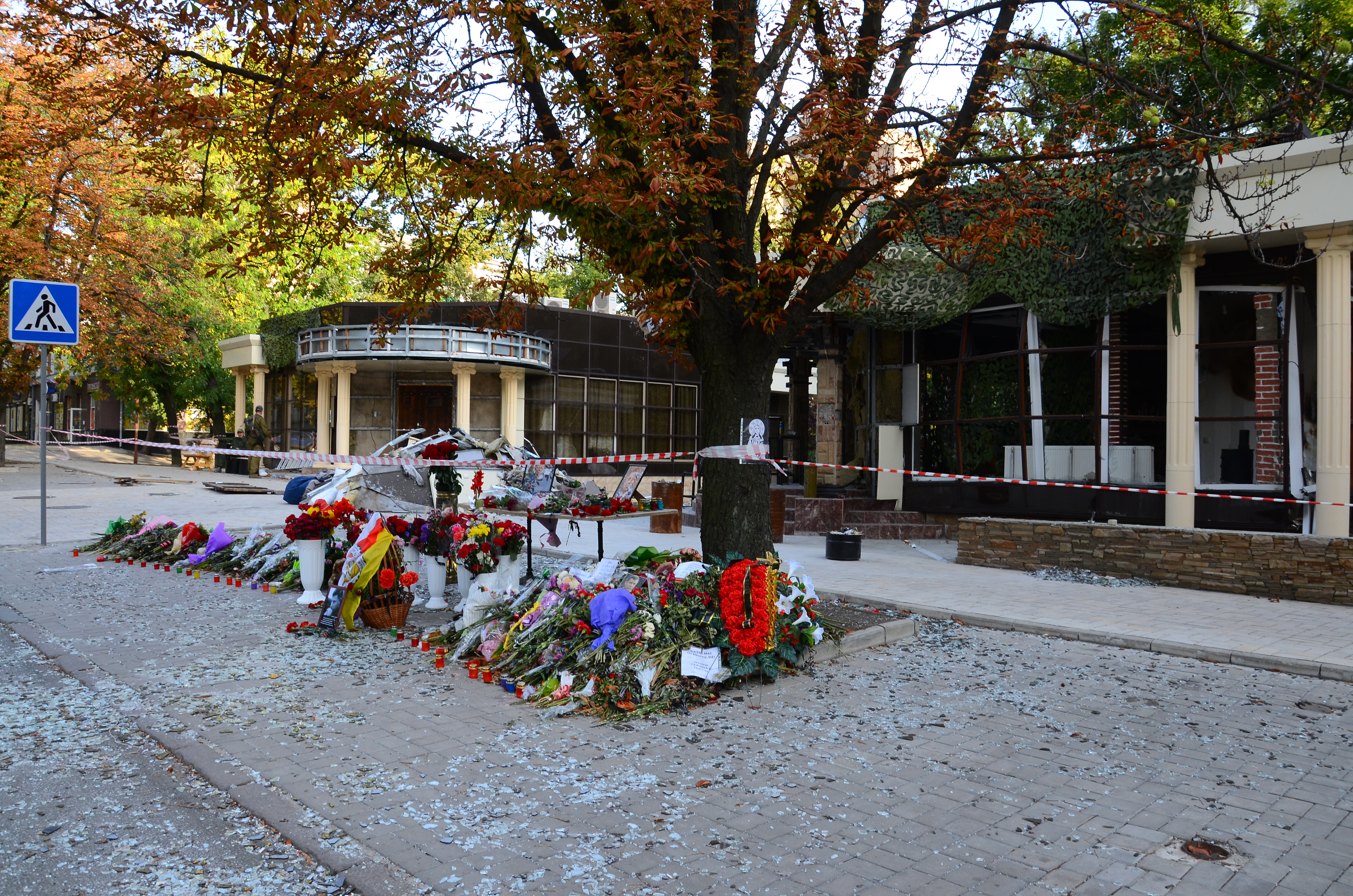
爆発事件後のカフェ「セパル」とザハルチェンコの一時的な記念碑

ドネツクとロシア連邦はウクライナ政府当局を非難したが、キエフの当局者はこれらの非難を認めず、ザカハルチェンコの死はドネツクの内乱の結果であると述べた。最初の報告では、 ドミートリー・トラペズニコフ副首相がドネツク人民共和国の首長代行（兼首相代行）に任命された。
葬儀と慰霊祭は、 ドネツクオペラ・バレエ劇場で9月2日に予定されていた 。3日間の追悼期間が9月1日に宣言され、領土での新学年度の開始は9月4日まで延期された。式典には、南オセチアのアナトリー・ビビロフ大統領、クリミア共和国のセルゲイ・アクショーノフ首長、ロシアのナタリア・ポクロンスカヤ下院議員が参列した。

### 反応
ロシアのウラジーミル・プーチン大統領はザハルチェンコの家族に哀悼の意を表し、彼の死を「卑劣な殺人」と呼んだ。ロシア外務省の公式広報担当者のマリア・ザハロバは「ますます速い速度で全面的な惨事の危機に駆り立てている」と主張して、ザハルチェンコの死についてウクライナを非難した。クリミア共和国の住民は、首都シンフェロポリの中央広場で彼の肖像画に花を手向けてザハチャチェンコの名声を称えた。
ルガンスク人民共和国のレオニード・パセチニク首長代行は、共和国による追悼式でザハルチェンコに敬意を表して、「アレクサンドル・ザハルチェンコが掲げた闘争の旗は決して落ちることはない」と述べた。 彼はまた、ドンバス地域は「ザハルチェンコの殺害を許さない」と述べた。